# Hypopyra elliptica
Hypopyra elliptica är en fjärilsart som beskrevs av Embrik Strand 1914. Hypopyra elliptica ingår i släktet Hypopyra och familjen nattflyn. Inga underarter finns listade i Catalogue of Life.